# Jogos Peninsulares do Sudeste Asiático de 1967
Os Jogos Peninsulares do Sudeste Asiático de 1967, como conhecidos até 1975, foram a quarta edição do evento multiesportivo, realizado em Banguecoque, na Tailândia, entre os dias 9 e 16 de dezembro. Devido a desistência do Camboja, a nação tailandesa tornou-se a primeira a repetir uma cidade sede.

## Países participantes
Seis países participaram do evento:
- Myanmar
- Tailândia
- Laos
- Malásia
- Singapura
- Vietname

## Modalidades
Foram disputadas dezesseis modalidades nesta edição dos Jogos:
| - Atletismo - Badminton - Basquete - Boxe - Ciclismo - Esportes aquáticos - Futebol - Judô | - Levantamento de peso - Rugby - Sepaktakraw - Tênis - Tênis de mesa - Tiro - Vela - Vôlei |

## Quadro de medalhas
País sede destacado.
| Ordem | País      | Medalha de ouro | Medalha de prata | Medalha de bronze |     |
| ----- | --------- | --------------- | ---------------- | ----------------- | --- |
| 1     | Tailândia | 77              | 48               | 40                | 165 |
| 2     | Singapura | 28              | 31               | 28                | 87  |
| 3     | Malásia   | 23              | 29               | 43                | 95  |
| 4     | Myanmar   | 11              | 26               | 32                | 69  |
| 5     | Vietname  | 6               | 10               | 17                | 33  |
| TOTAL | TOTAL     | 145             | 144              | 160               | 449 |